# Erich Raeder
Erich Raeder, född 24 april 1876 i Wandsbek i Hamburg, död 6 november 1960 i Kiel, Tyskland, var en tysk sjömilitär. Han befordrades till storamiral 1939 och utnämndes till generalinspektör för marinen 1943. Raeder erhöll Riddarkorset av Järnkorset 1939.

## Biografi
Åren 1928–39 var Raeder ledare för Tysklands marina upprustning. Den 1 april 1939 befordrades han till storamiral. Under andra världskriget var han överbefälhavare för Kriegsmarine från september 1939 till januari 1943. Han var då en av de drivande krafterna bakom planerna på en invasion av Norge och Danmark.
År 1945 ställdes Raeder inför rätta vid Nürnbergprocessen. Han anklagades för en rad krigsförbrytelser, bland annat för att ha beordrat avrättning av skeppsbrutna allierade soldater. Han dömdes till livstids fängelse, men bad domstolen om att få bli avrättad, av "barmhärtighetsskäl". Ansökan avslogs, då tribunalen inte hade befogenhet att skärpa straffet. Raeder fördes, i likhet med de sex andra frihetsberövade männen, till Spandaufängelset i Berlin i juli 1947. Han kom dock att friges den 26 september 1955 av hälsoskäl.

## Utmärkelser i urval
Erich Raeders utmärkelser:
- Röda örns orden av fjärde klassen: 22 juni 1907
- Röda örns orden av fjärde klassen med krona: 5 september 1911
- Kommendörkorset av Frans Josefsorden: 16 september 1911
- Kommendörkorset av Frälsarens orden: 14 maj 1912
- Järnkorset av andra klassen: 19 november 1914
- Järnkorset av andra klassen: 18 februari 1915
- Ärekorset: 9 oktober 1934
- Storkorset av Finlands Vita Ros’ orden: 27 februari 1936
- Wehrmachts tjänsteutmärkelse av första klassen: 2 oktober 1936
- NSDAP:s partitecken i guld: 30 januari 1937
- Memellandmedaljen (Medaille zur Erinnerung an die Heimkerhr des Memellandes 22. März 1939)
- Tilläggsspänne till Järnkorset av andra klassen: september 1939
- Tilläggsspänne till Järnkorset första klassen: september 1939
- Riddarkorset: 30 september 1939
- Kommendör med stora korset av Kungliga Svärdsorden: 18 oktober 1940
- Mikael den tappres orden av tredje, andra och första klassen: 14 oktober 1941
- Storkorset av Frihetskorsets orden: 25 mars 1942